# Xylia africana
Xylia africana är en ärtväxtart som beskrevs av Hermann August Theodor Harms. Xylia africana ingår i släktet Xylia och familjen ärtväxter. Inga underarter finns listade i Catalogue of Life.